# Viktor Kovač
Viktor Kovač, slovenski partizan in častnik, * 1911, Zagorje.
Leta 1942 je vstopil v NOB.

## Napredovanja
- rezervni kapetan (?)

## Odlikovanja
- red za hrabrost
- red bratstva in enotnosti II. stopnje
- red zaslug za ljudstvo III. stopnje